# Scyllarides latus
La cigala o magnosa (Scyllarides latus (Latreille, 1803)), nota anche come cicala di mare, è un crostaceo decapodo marino della famiglia dei Scyllaridae.

## Descrizione
Uno dei crostacei di più grandi dimensioni del Mar Mediterraneo (fino a 45 centimetri per un peso anche superiore ai 2 chilogrammi), ha le antenne anteriori dalla caratteristica forma piatta, con bordi ondulati e lisci. Il carapace è a forma di parallelepipedo, di colore bruno-grigio. È una specie tipicamente notturna.

## Distribuzione
Mar Mediterraneo tranne nord Adriatico, su fondali rocciosi dai 10 ai 100 metri di profondità. È una specie rara, protetta in Italia.

## Specie affini
Molto simile alla Scyllarus arctus (magnosella), con cui viene confusa, anche se le dimensioni della magnosella sono decisamente minori.
Alla stessa famiglia appartiene il palibaco (Palibacus praecursor), oggi estinto.